# Die Casagrandes/Episodenliste
Diese Episodenliste enthält alle Episoden der US-amerikanischen Zeichentrickserie Die Casagrandes, sortiert nach der Produktionsreihenfolge. Die Fernsehserie umfasst drei Staffeln mit 60 Folgen und 112 Geschichten sowie einen Film und zehn Kurzepisoden. Die Serie ist ein Spin-off von Willkommen bei den Louds.

## Übersicht
| Staffel | Episodenanzahl | Erstausstrahlung USA | Erstausstrahlung USA | Deutschsprachige Erstausstrahlung | Deutschsprachige Erstausstrahlung |
| Staffel | Episodenanzahl | Staffelpremiere      | Staffelfinale        | Staffelpremiere                   | Staffelfinale                     |
| ------- | -------------- | -------------------- | -------------------- | --------------------------------- | --------------------------------- |
| 1       | 20 (38)        | 14. Oktober 2019     | 25. November 2020    | 30. März 2020                     | 10. Dezember 2020                 |
| 2       | 20 (37)        | 9. Oktober 2020      | 10. Dezember 2021    | 21. Februar 2021                  | 26. Dezember 2021                 |
| 3       | 20 (37)        | 17. September 2021   | 30. September 2022   | 23. Februar 2022                  | 28. Februar 2023                  |
| Film    | Film           | 22. März 2024        | 22. März 2024        | 22. März 2024                     | 22. März 2024                     |
| Shorts  | 10             | 16. Juli 2021        | 10. Juni 2022        | 28. Dezember 2021                 |                                   |

## Staffel 1
Die Erstausstrahlung der 1. Staffel erfolgte in den USA vom 14. Oktober 2019 bis 25. November 2020 bei Nickelodeon. Die deutschsprachige Erstausstrahlung fand zum Großteil bei Nickelodeon Deutschland statt. Ausnahmen sind als Fußnoten vermerkt.
| Nummer (gesamt) | Nummer (Staffel) | Deutscher Titel                 | Originaltitel                    | Erstausstrahlung (USA) | Deutschsprachige Erstausstrahlung (Deutschland) |
| 1               | 1                | Carlos X                        | Going Overboard                  | 14. Oktober 2019       | 30. März 2020                                   |
| 1               | 2                | Auf den Hund gekommen           | Walk Don’t Run                   | 14. Oktober 2019       | 30. März 2020                                   |
| 2               | 3                | Willkommen im Club              | The Two of Clubs                 | 2. November 2019       | 31. März 2020                                   |
| 2               | 4                | Freier Tag mit Hindernissen     | Vacation Daze                    | 2. November 2019       | 31. März 2020                                   |
| 3               | 5                | Party-Stress                    | New Haunts                       | 19. Oktober 2019       | 1. April 2020                                   |
| 3               | 6                | Besuch aus dem Jenseits         | Croaked                          | 26. Oktober 2019       | 1. April 2020                                   |
| 4               | 7                | Operation Tamales               | Snack Pact                       | 9. November 2019       | 2. April 2020                                   |
| 4               | 8                | Das Horror-Skop                 | The Horror-Scope                 | 9. November 2019       | 2. April 2020                                   |
| 5               | 9                | Die Piraten-Show                | Arrr in the Family               | 16. November 2019      | 3. April 2020                                   |
| 5               | 10               | Die große Versuchung            | Finders Weepers                  | 16. November 2019      | 3. April 2020                                   |
| 6               | 11               | Stresstest                      | Stress Test                      | 11. Januar 2020        | 6. April 2020                                   |
| 6               | 12               | Carl zähmen leicht gemacht      | How to Train Your Carl           | 27. Januar 2020        | 6. April 2020                                   |
| 7               | 13               | Operation „Dad“                 | Operation Dad                    | 20. Januar 2020        | 7. April 2020                                   |
| 8               | 14               | Der Pizza-Jahrestag             | Flee Market                      | 28. Januar 2020        | 9. April 2020                                   |
| 8               | 15               | Die Lieblingscousine            | Copy Can’t                       | 29. Januar 2020        | 8. April 2020                                   |
| 9               | 16               | Die coole Abuela                | Away Game                        | 22. Februar 2020       | 10. April 2020                                  |
| 9               | 17               | Die Geister-Tour                | Monster Cash                     | 22. Februar 2020       | 13. April 2020                                  |
| 10              | 18               | Voll im Trend                   | Trend Game                       | 29. Februar 2020       | 28. August 2020 (a)                             |
| 10              | 19               | Ausgeflogen                     | This Bird Has Flown              | 29. Februar 2020       | 31. August 2020 (a)                             |
| 11              | 20               | Die Welt der Stars              | V.I.P.eeved                      | 14. März 2020          | 1. September 2020 (a)                           |
| 11              | 21               | Der neue Mitschüler             | Señor Class                      | 14. März 2020          | 2. September 2020 (a)                           |
| 12              | 22               | Schmutzige Geheimnisse          | Fast Feud                        | 28. April 2020         | 3. September 2020 (a)                           |
| 12              | 23               | Ein BFF für Bobby               | Never Friending Story            | 30. April 2020         | 4. September 2020 (a)                           |
| 13              | 24               | Die Streithähne                 | Grandparent Trap                 | 10. August 2020        | 26. Oktober 2020                                |
| 13              | 25               | Rhythmus im Blut                | Miss Step                        | 11. August 2020        | 27. Oktober 2020                                |
| 14              | 26               | Carl, der Meisterschwimmer      | Slink or Swim                    | 30. Mai 2020           | 28. Oktober 2020                                |
| 14              | 27               | Der Sitz-Stand                  | The Big Chill                    | 30. Mai 2020           | 29. Oktober 2020                                |
| 15              | 28               | Die Schlange ist los!           | Karma Chameleon                  | 16. Juni 2020          | 2. November 2020                                |
| 15              | 29               | Teamgeist                       | Team Effort                      | 18. Juni 2020          | 3. November 2020                                |
| 16              | 30               | Am besten schmeckt’s zu Hause   | Guess Who’s Shopping for Dinner? | 12. August 2020        | 4. November 2020                                |
| 16              | 31               | Der neue Mitbewohner            | New Roomie                       | 13. August 2020        | 5. November 2020                                |
| 17              | 32               | Weck den Mexikaner in dir!      | Mexican Makeover                 | 18. September 2020     | 6. November 2020                                |
| 17              | 33               | Zugführer Carl                  | Uptown Funk                      | 18. September 2020     | 9. November 2020                                |
| 18              | 34               | Bobby auf Abwegen               | Bo Bo Business                   | 25. September 2020     | 10. November 2020                               |
| 18              | 35               | Die Pyjama-Party                | Blunder Party                    | 25. September 2020     | 11. November 2020                               |
| 19              | 36               | Ein Unglück kommt selten allein | Cursed!                          | 25. November 2020      | 10. Dezember 2020 (a)                           |
| 20              | 37               | Katzen-Zauber                   | What’s Love Gato Do With It?     | 16. Oktober 2020       | 12. November 2020                               |
| 20              | 38               | Bei Anruf Senf                  | Dial M. for Mustard              | 16. Oktober 2020       | 13. November 2020                               |

## Staffel 2
Am 19. Februar 2020 wurde die Serie um eine 2. Staffel mit 20 Folgen verlängert. Die Erstausstrahlung erfolgte in den USA vom 9. Oktober 2020 bis 10. Dezember 2021 bei Nickelodeon (mit Ausnahme von einer Episode). Die deutschsprachige Erstausstrahlung fand zum Großteil bei Nicktoons Deutschland statt. Ausnahmen sind als Fußnoten vermerkt.
| Nummer (gesamt) | Nummer (Staffel) | Deutscher Titel                 | Originaltitel                | Erstausstrahlung (USA) | Deutschsprachige Erstausstrahlung (Deutschland, Österreich und Schweiz) |
| 21              | 1                | Der Spielzeug-Tester            | The Kid Plays in the Picture | 22. Januar 2021        | 21. Februar 2021                                                        |
| 21              | 2                | Die Kunstausstellung            | Achy Breaky Art              | 22. Januar 2021        | 21. Februar 2021                                                        |
| 22              | 3                | Eine Nacht auf dem Friedhof     | Fails from the Crypt         | 9. Oktober 2020        | 30. Oktober 2021                                                        |
| 22              | 4                | Der Hühner-Geist                | Bad Cluck                    | 9. Oktober 2020        | 30. Oktober 2021                                                        |
| 23              | 5                | Reise um die Welt               | Guilt Trip                   | 29. Januar 2021        | 22. Februar 2021                                                        |
| 23              | 6                | Das Frisuren-Genie              | Short Cut                    | 29. Januar 2021        | 22. Februar 2021                                                        |
| 24              | 7                | Mama Sergio                     | No Egrets                    | 15. Februar 2021       | 23. Februar 2021                                                        |
| 24              | 8                | Die Super-Fans                  | Meal Ticket                  | 15. Februar 2021       | 23. Februar 2021                                                        |
| 25              | 9                | Der Goldschatz                  | Fool’s Gold                  | 5. Februar 2021        | 5. März 2021                                                            |
| 25              | 10               | Der Flugplan                    | Flight Plan                  | 5. Februar 2021        | 5. März 2021                                                            |
| 26              | 11               | Weihnachten mit den Casagrandes | A Very Casagrandes Christmas | 5. Dezember 2020       | 26. Dezember 2021 (b)                                                   |
| 27              | 12               | Die fliegende Kuh               | An Udder Mess                | 16. Februar 2021       | 18. Oktober 2021                                                        |
| 27              | 13               | Wo die Liebe hinfällt…          | Teacher’s Fret               | 16. Februar 2021       | 12. November 2021 (b)                                                   |
| 28              | 14               | Aufstand der Haushaltshelfer    | I, Breakfast Bot             | 17. Februar 2021       | 20. Oktober 2021                                                        |
| 28              | 15               | Ein wahrer Held                 | Dynamic Do Over              | 17. Februar 2021       | 19. Oktober 2021                                                        |
| 29              | 16               | Wohnungstausch                  | Home Improvement             | 18. Februar 2021       | 21. Oktober 2021                                                        |
| 29              | 17               | Ungeteilte Aufmerksamkeit       | Undivided Attention          | 18. Februar 2021       | 22. Oktober 2021                                                        |
| 30              | 18               | Karate-Carl                     | Karate Chops                 | 26. März 2021          | 25. Oktober 2021                                                        |
| 30              | 19               | Tacomania                       | Taco the Town                | 26. März 2021          | 26. Oktober 2021                                                        |
| 31              | 20               | Nicht ohne meine Maske          | Saving Face                  | 4. Juni 2021           | 27. Oktober 2021                                                        |
| 31              | 21               | Ein guter Junge                 | Matters of the Kart          | 4. Juni 2021           | 18. November 2021 (b)                                                   |
| 32              | 22               | Die Macht der Chanclas          | Chancla Force                | 11. Juni 2021          | 29. Oktober 2021                                                        |
| 32              | 23               | Flauschige Verlockung           | Fluff Love                   | 11. Juni 2021          | 28. Oktober 2021                                                        |
| 33              | 24               | Der Kampf der Grandpas          | Battle of the Grandpas       | 18. Juni 2021          | 2. November 2021                                                        |
| 33              | 25               | Die Streiche-Meister            | Prankaversary                | 18. Juni 2021          | 1. November 2021                                                        |
| 34              | 26               | Ein Zoo-Notfall                 | Zoo-mergency!                | 31. Mai 2021           | 10. November 2021                                                       |
| 35              | 27               | Die Taubenparty                 | Just Be Coo                  | 10. September 2021     | 3. November 2021                                                        |
| 35              | 28               | Das Golfgenie                   | Tee’d Off                    | 10. September 2021     | 4. November 2021                                                        |
| 36              | 29               | Filmstar Lalo                   | Lalo Land                    | 20. Juli 2021 (c)      | 5. November 2021                                                        |
| 36              | 30               | Teilzeit-Babysitter             | Maybe-Sitter                 | 25. Juni 2021          | 8. November 2021                                                        |
| 37              | 31               | Die Tropen-Früchtchen           | Do the Fruit Shake           | 25. Juni 2021          | 9. November 2021                                                        |
| 37              | 32               | Kampf um die Turnhalle          | Throwing Pains               | 10. Dezember 2021      | 26. November 2021 (b)                                                   |
| 38              | 33               | Der Wirbelwind                  | Spin-Off                     | 24. September 2021     | 18. Dezember 2021                                                       |
| 38              | 34               | Die Zahnfee-Maus                | Tooth or Consequences        | 24. September 2021     | 18. Dezember 2021                                                       |
| 39              | 35               | Operation Popstar               | Operation Popstar            | 16. Juli 2021          | 18. Dezember 2021                                                       |
| 40              | 36               | Die neue Sportlehrerin          | Strife Coach                 | 1. Oktober 2021        | 19. Dezember 2021                                                       |
| 40              | 37               | Das Klatschmaul                 | Gossipy Girl                 | 1. Oktober 2021        | 19. Dezember 2021                                                       |

## Staffel 3
Am 24. September 2020 wurde die Serie um eine 3. Staffel mit 20 Folgen verlängert. Die Erstausstrahlung erfolgte in den USA vom 17. September 2021 bis 30. September 2022 bei Nickelodeon. Die deutschsprachige Erstausstrahlung fand zum Großteil bei Nicktoons Deutschland statt. Ausnahmen sind als Fußnoten vermerkt.
| Nummer (gesamt) | Nummer (Staffel) | Deutscher Titel                   | Originaltitel              | Erstausstrahlung (USA) | Deutschsprachige Erstausstrahlung (Deutschland, Österreich und Schweiz) |
| 41              | 1                | Die Glücks-Glatze                 | Bend It Like Abuelo        | 17. September 2021     | 23. Februar 2022                                                        |
| 41              | 2                | Das geheime Familienrezept        | Bunstoppable               | 17. September 2021     | 24. Februar 2022                                                        |
| 42              | 3                | Der Dating-Coach                  | Squawk in the Name of Love | 8. Oktober 2021        | 25. Februar 2022                                                        |
| 42              | 4                | Ein Leben voller Glückseligkeit   | Date with Destiny          | 8. Oktober 2021        | 28. Februar 2022                                                        |
| 43              | 5                | Der Fluch des Süßigkeiten-Kobolds | Curse of the Candy Goblin  | 15. Oktober 2021       | 12. März 2022                                                           |
| 44              | 6                | Der Skater-Wettbewerb             | Skaters Gonna Hate         | 14. Januar 2022        | 1. März 2022                                                            |
| 44              | 7                | Der milde Wilde                   | Born to Be Mild            | 14. Januar 2022        | 2. März 2022                                                            |
| 45              | 8                | Die Bros in der Band              | The Bros in the Band       | 21. Januar 2022        | 3. März 2022                                                            |
| 45              | 9                | Der Rekordbrecher                 | For the Record             | 21. Januar 2022        | 4. März 2022                                                            |
| 46              | 10               | Die Partyplanerin                 | 15 Candles                 | 28. Januar 2022        | 1. Februar 2023 (d)                                                     |
| 46              | 11               | Schachmatt                        | Rook, Line, & Sinker       | 28. Januar 2022        | 14. Juni 2022                                                           |
| 47              | 12               | Die Glücksmünzen                  | The Golden Curse           | 3. Juni 2022           | 13. Juni 2022                                                           |
| 48              | 13               | Eins, zwei, Cha-Cha-Cha           | Let’s Get Ready to Rumba   | 4. Februar 2022        | 6. Februar 2023 (d)                                                     |
| 48              | 14               | Der doppelte Lalo                 | Perro Malo                 | 4. Februar 2022        | 15. Juni 2022                                                           |
| 49              | 15               | Tierisch schwere Prüfungen        | Don’t Zoo That             | 11. Februar 2022       | 16. Juni 2022                                                           |
| 49              | 16               | Eine offene Rechnung              | Maxed Out                  | 11. Februar 2022       | 17. Juni 2022                                                           |
| 50              | 17               | Nur keine Angst                   | Skatey Cat                 | 18. Februar 2022       | 20. Juni 2022                                                           |
| 50              | 18               | Immer Ärger mit den Göttern       | Weather Beaten             | 25. Februar 2022       | 21. Juni 2022                                                           |
| 51              | 19               | Mensch gegen Maschine             | Race Against the Machine   | 10. Juni 2022          | 11. Oktober 2022                                                        |
| 51              | 20               | Die Katzenflüsterin               | My Fair Cat Lady           | 10. Juni 2022          | 10. Oktober 2022                                                        |
| 52              | 21               | Bobbys Überlebenstraining         | Survival of the Unfittest  | 17. Juni 2022          | 12. Oktober 2022                                                        |
| 52              | 22               | Nicht ohne mein Handy             | Nixed Signals              | 17. Juni 2022          | 28. Februar 2023 (e)                                                    |
| 53              | 23               | Die Ladenhüter                    | Ay Fidelity                | 24. Juni 2022          | 14. Oktober 2022                                                        |
| 53              | 24               | Das Klatschmaul                   | Cut the Chisme             | 24. Juni 2022          | 13. Oktober 2022                                                        |
| 54              | 25               | Ein heldenhaftes Huhn             | Sidekickin’ Chicken        | 8. Juli 2022           | 18. Oktober 2022                                                        |
| 54              | 26               | Streit ohne Worte                 | Silent Fight               | 8. Juli 2022           | 17. Oktober 2022                                                        |
| 55              | 27               | Kampf der Roboter                 | Kick Some Bot              | 15. Juli 2022          | 20. Oktober 2022                                                        |
| 55              | 28               | Lalo Picasso                      | Salvador Doggy             | 15. Juli 2022          | 19. Oktober 2022                                                        |
| 56              | 29               | Heiße Würstchen                   | The Wurst Job              | 29. Juli 2022          | 5. Dezember 2022 (f)                                                    |
| 56              | 30               | Der große Auftritt                | The Sound of Meddle        | 29. Juli 2022          | 5. Dezember 2022                                                        |
| 57              | 31               | Alpakas lügen nicht               | Alpaca Lies                | 5. August 2022         | 5. Dezember 2022 (f)                                                    |
| 57              | 32               | Der Raketenplan                   | Rocket Plan                | 5. August 2022         | 5. Dezember 2022 (f)                                                    |
| 58              | 33               | Der geisterhafte Videodreh        | Phantom Freakout           | 1. Juli 2022           | 28. Februar 2023 (e)                                                    |
| 59              | 34               | Der perfekte Pate                 | The Oddfather              | 23. September 2022     | 5. Dezember 2022 (f)                                                    |
| 59              | 35               | Der Glückstreffer                 | Long Shot                  | 23. September 2022     | 5. Dezember 2022 (f)                                                    |
| 60              | 36               | Abuelas Vogelbeobachtungstag      | Flock This Way             | 30. September 2022     | 5. Dezember 2022 (f)                                                    |
| 60              | 37               | Bobby zieht aus                   | Movers and Fakers          | 30. September 2022     | 5. Dezember 2022 (f)                                                    |

## Film
Ein Film zur Serie erschien am 22. März 2024 weltweit bei Netflix.
| Deutscher Titel            | Originaltitel         | Erstausstrahlung (USA) | Deutschsprachige Erstausstrahlung (Deutschland) |
| -------------------------- | --------------------- | ---------------------- | ----------------------------------------------- |
| Die Casagrandes – Der Film | The Casagrandes Movie | 22. März 2024          | 22. März 2024                                   |

## Shorts
Die Erstausstrahlung der Shorts erfolgte in den USA vom 16. Juli 2021 bis 10. Juni 2022 bei Nickelodeon. Die deutschsprachige Erstausstrahlung fand bisher bei Nicktoons Deutschland statt.
| Nummer (gesamt) | Deutscher Titel                | Originaltitel                  | Erstausstrahlung (USA) | Deutschsprachige Erstausstrahlung (Deutschland) |
| 1               |                                | I’m Back                       | 16. Juli 2021          |                                                 |
| 2               |                                | Do the Fruit Shake             | 16. Juli 2021          |                                                 |
| 3               | Operation: Nachmittagssnack    | Operation: After School Snack  | 23. Juli 2021          | 28. Dezember 2021                               |
| 4               | Unser Mercado                  | Meet the Mercado!              | 23. Juli 2021          | 29. Dezember 2021                               |
| 5               | Die Geschichte der Casagrandes | The History of the Casagrandes | 6. August 2021         | 30. Dezember 2021                               |
| 6               | K-Pop Dance Battle             | K-Pop Dance Battle             | 6. August 2021         | 31. Dezember 2021                               |
| 7               |                                | We Jam Contigo                 | 21. Januar 2022        |                                                 |
| 8               |                                | Froggy Lake                    | 6. Mai 2022            |                                                 |
| 9               |                                | Creature Seekers               | 13. Mai 2022           |                                                 |
| 10              |                                | Dog Day Afternoon              | 10. Juni 2022          |                                                 |